# Ṋ
Cette page contient des caractères spéciaux ou non latins. S’ils s’affichent mal (▯, ?, etc.), consultez la page d’aide Unicode.
Ṋ (minuscule : ṋ), appelée N accent circonflexe souscrit, est une lettre de l’alphabet latin utilisée comme graphème dans l’écriture du héréro et du venda comme lettre à part entière. Il s’agit de la lettre N diacritée d'un accent circonflexe souscrit.

## Utilisation
En venda ‹ ṋ › représente une consonne occlusive nasale dentale voisée /n̪/.

## Représentations informatiques
Le N accent circonflexe souscrit peut être représenté avec les caractères Unicode suivants :
- précomposé (latin étendu additionnel)[1] :

| formes    | représentations | chaînes de caractères | points de code | descriptions                                          |
| --------- | --------------- | --------------------- | -------------- | ----------------------------------------------------- |
| majuscule | Ṋ               | Ṋ                     | U+1E4A         | lettre majuscule latine n accent circonflexe souscrit |
| minuscule | ṋ               | ṋ                     | U+1E4B         | lettre minuscule latine n accent circonflexe souscrit |

- décomposé (latin de base, diacritiques) :

| formes    | représentations | chaînes de caractères | points de code | descriptions                                                      |
| --------- | --------------- | --------------------- | -------------- | ----------------------------------------------------------------- |
| majuscule | Ṋ               | N◌̭                    | U+004E U+032D  | lettre majuscule latine n diacritique accent circonflexe souscrit |
| minuscule | ṋ               | n◌̭                    | U+006E U+032D  | lettre minuscule latine n diacritique accent circonflexe souscrit |